# 20e législature du Canada

La distribution initiale des sièges aux débuts de la du Canada

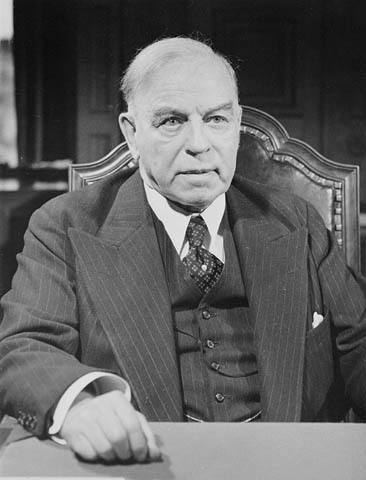
William Lyon Mackenzie King fut premier ministre durant les trois premières années de la.

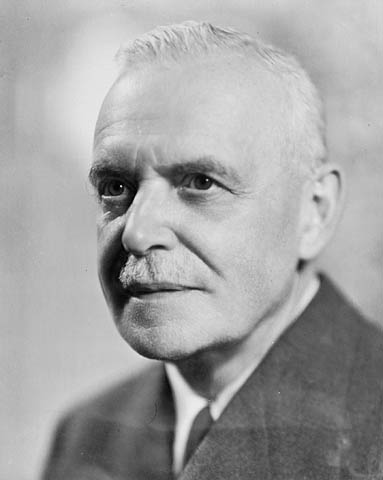
Louis St-Laurent fut premier ministre à la fin de la.

La 20e législature du Canada fut en session du 6 septembre 1945 au 30 avril 1949. Sa composition fut déterminée par les élections de 1945, tenues le 11 juin 1945, et modifiée par des démissions et des élections partielles précédent les élections de 1949.
Cette législature fut contrôlée par une majorité parlementaire détenue par le Parti libéral dirigé d'abord par William Lyon Mackenzie King et ensuite par Louis St-Laurent. L'Opposition officielle fut représentée par le Parti progressiste-conservateur (précédemment le Parti conservateur) dirigé d'abord par John Bracken et ensuite par George Drew.
Le Président fut Gaspard Fauteux.
Dans cette législature, le Co-operative Commonwealth Federation de M. J. Coldwell déclassa le Crédit social comme troisième partis politiques.
Voici les 5 sessions parlementaires de la 20e législature:
| Session | Début            | Fin              |
| ------- | ---------------- | ---------------- |
| 1re     | 6 septembre 1945 | 18 décembre 1945 |
| 2e      | 14 mars 1946     | 31 août 1946     |
| 3e      | 30 janvier 1947  | 17 juillet 1947  |
| 4e      | 5 décembre 1947  | 30 juin 1948     |
| 5e      | 29 janvier 1949  | 30 avril 1949    |

## Liste des députés
Les circonscriptions marquées d'un astérisque (*) indiquent qu'elles sont représentées par deux députés.

### Alberta
| Circonscription | Circonscription | Nom                      | Parti         |
| --------------- | --------------- | ------------------------ | ------------- |
| Acadia          |                 | Victor Quelch            | Crédit social |
| Athabaska       |                 | Joseph Miville Dechene   | PLC           |
| Battle River    |                 | Robert Fair              | Crédit social |
| Bow River       |                 | Charles Edward Johnston  | Crédit social |
| Calgary-Est     |                 | Douglas Harkness         | PC            |
| Calgary-Ouest   |                 | Arthur LeRoy Smith       | PC            |
| Camrose         |                 | James Alexander Marshall | Crédit social |
| Edmonton-Est    |                 | Patrick Harvey Ashby     | Crédit social |
| Edmonton-Ouest  |                 | James Angus MacKinnon    | PLC           |
| Jasper—Edson    |                 | Walter Frederick Kuhl    | Crédit social |
| Lethbridge      |                 | John Horne Blackmore     | Crédit social |
| Macleod         |                 | Ernest George Hansell    | Crédit social |
| Medicine Hat    |                 | William Duncan Wylie     | Crédit social |
| Peace River     |                 | Solon Earl Low           | Crédit social |
| Red Deer        |                 | Frederick Davis Shaw     | Crédit social |
| Vegreville      |                 | Anthony Hlynka           | Crédit social |
| Wetaskiwin      |                 | Norman Jaques            | Crédit social |

### Colombie-Britannique
| Circonscription   | Circonscription | Nom                                                          | Parti           |
| ----------------- | --------------- | ------------------------------------------------------------ | --------------- |
| Cariboo           |                 | William Irvine                                               | CCF             |
| Comox—Alberni     |                 | John Lambert Gibson                                          | PLC indépendant |
| Fraser Valley     |                 | George Cruickshank                                           | PLC             |
| Kamloops          |                 | Davie Fulton                                                 | PC              |
| Kootenay-Est      |                 | James Herbert Matthews                                       | CCF             |
| Kootenay-Ouest    |                 | Herbert Wilfred Herridge                                     | CCF indépendant |
| Nanaimo           |                 | George Pearkes                                               | PC              |
| New Westminster   |                 | Thomas Reid                                                  | PLC             |
| Skeena            |                 | Harry Archibald                                              | CCF             |
| Vancouver—Burrard |                 | Charles Merritt                                              | PC              |
| Vancouver-Centre  |                 | Ian Alistair Mackenzie (au 19 January 1948, nommée au Sénat) | PLC             |
| Vancouver-Centre  |                 | Rodney Young (élection partielle le 8 June 1948)             | CCF             |
| Vancouver-Est     |                 | Angus MacInnis                                               | CCF             |
| Vancouver-Nord    |                 | James Sinclair                                               | PLC             |
| Vancouver-Sud     |                 | Howard Charles Green                                         | PC              |
| Victoria          |                 | Robert Mayhew                                                | PLC             |
| Yale              |                 | Grote Stirling (démission le 21 octobre 1947)                | PC              |
| Yale              |                 | Owen Jones (élection partielle le 31 mai 1948)               | CCF             |

### Île-du-Prince-Édouard
| Circonscription | Circonscription | Nom                   | Parti |
| --------------- | --------------- | --------------------- | ----- |
| King's          |                 | Thomas Vincent Grant  | PLC   |
| Prince          |                 | John Watson MacNaught | PLC   |
| Queen's*        |                 | James Lester Douglas  | PLC   |
| Queen's*        |                 | Chester McLure        | PC    |

### Manitoba
| Circonscription      | Circonscription | Nom                                                             | Parti                |
| -------------------- | --------------- | --------------------------------------------------------------- | -------------------- |
| Brandon              |                 | James Ewen Matthews                                             | PLC                  |
| Churchill            |                 | Ronald Stewart Moore                                            | CCF                  |
| Dauphin              |                 | Fred Zaplitny                                                   | CCF                  |
| Lisgar               |                 | Howard Waldemar Winkler                                         | PLC                  |
| Macdonald            |                 | William Gilbert Weir                                            | Libéral-progressiste |
| Marquette            |                 | James Allison Glen (démissionne le 4 novembre 1948)             | PLC                  |
| Marquette            |                 | Stuart Garson (élection partielle le 20 décembre 1948)          | PLC                  |
| Neepawa              |                 | John Bracken                                                    | PC                   |
| Portage la Prairie   |                 | Harry Leader (décédé le 9 mai 1946)                             | PLC                  |
| Portage la Prairie   |                 | Calvert Charlton Miller (élection partielle le 21 octobre 1946) | PC                   |
| Provencher           |                 | René Jutras                                                     | PLC                  |
| Selkirk              |                 | William Bryce                                                   | CCF                  |
| Souris               |                 | J. Arthur Ross                                                  | PC                   |
| Springfield          |                 | John Sinnott                                                    | PLC                  |
| Saint-Boniface       |                 | Fernand Viau                                                    | PLC                  |
| Winnipeg-Nord        |                 | Alistair Stewart                                                | CCF                  |
| Winnipeg-Nord-Centre |                 | Stanley Knowles                                                 | CCF                  |
| Winnipeg-Sud         |                 | Leslie Mutch                                                    | PLC                  |
| Winnipeg-Sud-Centre  |                 | Ralph Maybank                                                   | PLC                  |

### Nouveau-Brunswick
| Circonscription       | Circonscription | Nom                                                         | Parti |
| --------------------- | --------------- | ----------------------------------------------------------- | ----- |
| Charlotte             |                 | Andrew Wesley Stuart                                        | PLC   |
| Gloucester            |                 | Clovis-Thomas Richard                                       | PLC   |
| Kent                  |                 | Aurèle Léger                                                | PLC   |
| Northumberland        |                 | John William Maloney                                        | PLC   |
| Restigouche—Madawaska |                 | Benoît Michaud                                              | PLC   |
| Royal                 |                 | Alfred Johnson Brooks                                       | PC    |
| Saint-Jean—Albert     |                 | Douglas King Hazen                                          | PC    |
| Victoria—Carleton     |                 | Heber Harold Hatfield                                       | PC    |
| Westmorland           |                 | Henry Read Emmerson                                         | PLC   |
| York—Sunbury          |                 | Hedley Francis Gregory Bridges (décédé en fonction)         | PLC   |
| York—Sunbury          |                 | Milton Fowler Gregg (élection partielle le 20 octobre 1947) | PLC   |

### Nouvelle-Écosse
| Circonscription          | Circonscription | Nom                                                     | Parti |
| ------------------------ | --------------- | ------------------------------------------------------- | ----- |
| Antigonish—Guysborough   |                 | J. Ralph Kirk                                           | PLC   |
| Cap-Breton-Victoria-Nord |                 | Matthew MacLean                                         | PLC   |
| Cap-Breton-Sud           |                 | Clarence Gillis                                         | CCF   |
| Colchester—Hants         |                 | Frank Thomas Stanfield                                  | PC    |
| Cumberland               |                 | Percy Chapman Black                                     | PC    |
| Digby—Annapolis—Kings    |                 | James Lorimer Ilsley (démissionne le 27 octobre 1948)   | PLC   |
| Digby—Annapolis—Kings    |                 | George Nowlan (élection partielle le 13 décembre 1948)  | PC    |
| Halifax*                 |                 | Gordon Benjamin Isnor                                   | PLC   |
| Halifax*                 |                 | William Chisholm Macdonald (décédé le 19 novembre 1946) | PLC   |
| Halifax*                 |                 | John Dickey (élection partielle le 14 juillet 1947)     | PLC   |
| Inverness—Richmond       |                 | Moses Elijah McGarry                                    | PLC   |
| Pictou                   |                 | Henry Byron McCulloch                                   | PLC   |
| Queens—Lunenburg         |                 | Robert Winters                                          | PLC   |
| Shelburne—Yarmouth—Clare |                 | Loran Ellis Baker                                       | PLC   |

### Ontario
| Circonscription       | Circonscription | Nom                                                             | Parti |
| --------------------- | --------------- | --------------------------------------------------------------- | ----- |
| Algoma-Est            |                 | Thomas Farquhar (au 10 septembre 1948, nommée au Sénat)         | PLC   |
| Algoma-Est            |                 | Lester B. Pearson (élection partielle le 25 octobre 1948)       | PLC   |
| Algoma-Ouest          |                 | George E. Nixon                                                 | PLC   |
| Brantford City        |                 | William Ross Macdonald                                          | PLC   |
| Brant                 |                 | John A. Charlton                                                | PC    |
| Broadview             |                 | Thomas Langton Church                                           | PC    |
| Bruce                 |                 | Andrew Ernest Robinson                                          | PC    |
| Carleton              |                 | George Russell Boucher (démissionne le 1er novembre 1948)       | PC    |
| Carleton              |                 | George Drew (élection partielle le 20 décembre 1948)            | PC    |
| Cochrane              |                 | Joseph-Arthur Bradette                                          | PLC   |
| Danforth              |                 | Joseph Henry Harris                                             | PC    |
| Davenport             |                 | John Ritchie MacNicol                                           | PC    |
| Dufferin—Simcoe       |                 | William Earl Rowe                                               | PC    |
| Durham                |                 | Charles Elwood Stephenson                                       | PC    |
| Eglinton              |                 | Donald Fleming                                                  | PC    |
| Elgin                 |                 | Charles Delmer Coyle                                            | PC    |
| Essex-Est             |                 | Paul Joseph James Martin                                        | PLC   |
| Essex-Ouest           |                 | Donald Ferguson Brown                                           | PLC   |
| Essex-Sud             |                 | Murray Clark                                                    | PLC   |
| Fort-William          |                 | Dan McIvor                                                      | PLC   |
| Frontenac—Addington   |                 | Wilbert Ross Aylesworth                                         | PC    |
| Glengarry             |                 | William MacDiarmid (démissionne le 22 juin 1945)                | PLC   |
| Glengarry             |                 | William Lyon Mackenzie King (élection partielle le 6 août 1945) | PLC   |
| Greenwood             |                 | Denton Massey                                                   | PC    |
| Grenville—Dundas      |                 | Arza Clair Casselman                                            | PC    |
| Grey—Bruce            |                 | Walter Harris                                                   | PLC   |
| Grey-Nord             |                 | W. Garfield Case                                                | PC    |
| Haldimand             |                 | Mark Senn                                                       | PC    |
| Halton                |                 | Hughes Cleaver                                                  | PLC   |
| Hamilton-Est          |                 | Thomas Hambly Ross                                              | PLC   |
| Hamilton-Ouest        |                 | Colin Gibson                                                    | PLC   |
| Hastings—Peterborough |                 | George Stanley White                                            | PC    |
| Hastings-Sud          |                 | George Henry Stokes                                             | PC    |
| High Park             |                 | William Alexander McMaster                                      | PC    |
| Huron-Nord            |                 | Elston Cardiff                                                  | PC    |
| Huron—Perth           |                 | William Henry Golding                                           | PLC   |
| Kenora—Rainy River    |                 | William Moore Benidickson                                       | PLC   |
| Kent                  |                 | Earl Desmond                                                    | PC    |
| Kingston-City         |                 | Thomas Kidd                                                     | PC    |
| Lambton—Kent          |                 | Robert James Henderson                                          | PC    |
| Lambton-Ouest         |                 | Joseph Warner Murphy                                            | PC    |
| Lanark                |                 | William Gourlay Blair                                           | PC    |
| Leeds                 |                 | George Webb                                                     | PC    |
| Lincoln               |                 | Norman Lockhart                                                 | PC    |
| London                |                 | Park Manross                                                    | PC    |
| Middlesex-Est         |                 | Harry Oliver White                                              | PC    |
| Middlesex-Ouest       |                 | Robert McCubbin                                                 | PLC   |
| Muskoka—Ontario       |                 | James Macdonnell                                                | PC    |
| Nipissing             |                 | Léoda Gauthier                                                  | PLC   |
| Norfolk               |                 | Theobald Butler Barrett                                         | PC    |
| Northumberland        |                 | Earle Drope                                                     | PC    |
| Ontario               |                 | W. E. N. Sinclair (décédé en fonction)                          | PLC   |
| Ontario               |                 | Arthur Henry Williams (élection partielle le 8 juin 1948)       | CCF   |
| Ottawa-Est            |                 | Jean-Thomas Richard                                             | PLC   |
| Ottawa-Ouest          |                 | George McIlraith                                                | PLC   |
| Oxford                |                 | Kenneth Daniel                                                  | PC    |
| Parkdale              |                 | Herbert Alexander Bruce (démission)                             | PC    |
| Parkdale              |                 | Harold Timmins (élection partielle le 21 octobre 1946)          | PC    |
| Parry Sound           |                 | Wilfred McDonald                                                | PLC   |
| Peel                  |                 | Gordon Graydon                                                  | PC    |
| Perth                 |                 | Albert James Bradshaw                                           | PC    |
| Peterborough-Ouest    |                 | Gordon Fraser                                                   | PC    |
| Port Arthur           |                 | Clarence Decatur Howe                                           | PLC   |
| Prescott              |                 | Élie-Oscar Bertrand                                             | PLC   |
| Prince Edward—Lennox  |                 | George Tustin                                                   | PC    |
| Renfrew-Nord          |                 | Ralph Warren                                                    | PLC   |
| Renfrew-Sud           |                 | James Joseph McCann                                             | PLC   |
| Rosedale              |                 | Harry Jackman                                                   | PC    |
| Russell               |                 | Joseph-Omer Gour                                                | PLC   |
| St. Paul's            |                 | Douglas Ross                                                    | PC    |
| Simcoe-Est            |                 | William Alfred Robinson                                         | PLC   |
| Simcoe-Nord           |                 | Julian Ferguson                                                 | PC    |
| Spadina               |                 | David Croll                                                     | PLC   |
| Stormont              |                 | Lionel Chevrier                                                 | PLC   |
| Timiskaming           |                 | Walter Little                                                   | PLC   |
| Trinity               |                 | Larry Skey                                                      | PC    |
| Victoria              |                 | Clayton Hodgson                                                 | PC    |
| Waterloo-Nord         |                 | Louis Orville Breithaupt                                        | PLC   |
| Waterloo-Sud          |                 | Karl Kenneth Homuth                                             | PC    |
| Welland               |                 | Humphrey Mitchell                                               | PLC   |
| Wellington-Nord       |                 | Lewis Menary                                                    | PC    |
| Wellington-Sud        |                 | Robert Gladstone                                                | PLC   |
| Wentworth             |                 | Frank Lennard                                                   | PC    |
| York-Est              |                 | Robert Henry McGregor                                           | PC    |
| York-Nord             |                 | Jack Smith                                                      | PLC   |
| York-Ouest            |                 | Agar Rodney Adamson                                             | PC    |
| York-Sud              |                 | Alan Cockeram                                                   | PC    |

### Québec
| Circonscription                  | Circonscription | Nom                                                       | Parti                     |
| -------------------------------- | --------------- | --------------------------------------------------------- | ------------------------- |
| Argenteuil                       |                 | Georges-Henri Héon                                        | PC indépendant            |
| Beauce                           |                 | Ludger Dionne                                             | PLC                       |
| Beauharnois—Laprairie            |                 | Maxime Raymond                                            | Bloc populaire            |
| Bellechasse                      |                 | Louis-Philippe Picard                                     | PLC                       |
| Berthier—Maskinongé              |                 | Aldéric Laurendeau                                        | PLC                       |
| Bonaventure                      |                 | Bona Arsenault                                            | Indépendant               |
| Brome—Missisquoi                 |                 | Maurice Hallé                                             | PLC                       |
| Cartier                          |                 | Fred Rose (déclaré inapte à siéger le 30 janvier 1947)    | Travailliste-progressiste |
| Cartier                          |                 | Maurice Hartt (élection partielle le 31 mars 1947)        | PLC                       |
| Chambly—Rouville                 |                 | Roch Pinard                                               | PLC                       |
| Champlain                        |                 | Hervé-Edgar Brunelle                                      | PLC                       |
| Chapleau                         |                 | David Gourd                                               | PLC                       |
| Charlevoix—Saguenay              |                 | Frédéric Dorion                                           | Indépendant               |
| Châteauguay—Huntingdon           |                 | Donald Elmer Black                                        | PLC                       |
| Chicoutimi                       |                 | Paul-Edmond Gagnon                                        | Indépendant               |
| Compton                          |                 | Joseph-Adéodat Blanchette                                 | PLC                       |
| Dorchester                       |                 | Léonard-D. Tremblay                                       | PLC                       |
| Drummond—Arthabaska              |                 | Armand Cloutier                                           | PLC                       |
| Gaspé                            |                 | Léopold Langlois                                          | PLC                       |
| Hochelaga                        |                 | Raymond Eudes                                             | PLC                       |
| Hull                             |                 | Alphonse Fournier                                         | PLC                       |
| Jacques-Cartier                  |                 | Elphège Marier                                            | PLC                       |
| Joliette—L'Assomption—Montcalm   |                 | Georges-Émile Lapalme                                     | PLC                       |
| Kamouraska                       |                 | Eugène Marquis                                            | PLC                       |
| Labelle                          |                 | Maurice Lalonde                                           | PLC                       |
| Lac-Saint-Jean—Roberval          |                 | Joseph-Alfred Dion                                        | PLC indépendant           |
| Laurier                          |                 | Ernest Bertrand                                           | PLC                       |
| Laval—Deux-Montagnes             |                 | Liguori Lacombe (démissionne le 12 juillet 1948)          | Indépendant               |
| Laval—Deux-Montagnes             |                 | Léopold Demers (élection partielle le 20 décembre 1948)   | PLC                       |
| Lévis                            |                 | Maurice Bourget                                           | PLC indépendant           |
| Lotbinière                       |                 | Hugues Lapointe                                           | PLC                       |
| Maisonneuve—Rosemont             |                 | Sarto Fournier                                            | PLC                       |
| Matapédia—Matane                 |                 | Antoine-Philéas Côté                                      | PLC indépendant           |
| Mégantic—Frontenac               |                 | Joseph Lafontaine                                         | PLC                       |
| Mercier                          |                 | Joseph Jean                                               | PLC                       |
| Montmagny—L'Islet                |                 | Jean Lesage                                               | PLC                       |
| Mont-Royal                       |                 | Frederick Primrose Whitman                                | PLC                       |
| Nicolet—Yamaska                  |                 | Lucien Dubois (décédé le 8 novembre 1948)                 | PLC indépendant           |
| Nicolet—Yamaska                  |                 | Renaud Chapdelaine (élection partielle le 7 février 1949) | PC                        |
| Outremont                        |                 | Édouard Rinfret                                           | PLC                       |
| Pontiac                          |                 | Wallace Reginald McDonald (décédé le 2 mai 1946)          | PLC                       |
| Pontiac                          |                 | Réal Caouette (élection partielle le 16 septembre 1946)   | Crédit social             |
| Portneuf                         |                 | Pierre Gauthier                                           | PLC                       |
| Québec—Montmorency               |                 | Wilfrid Lacroix                                           | PLC indépendant           |
| Québec-Est                       |                 | Louis St. Laurent                                         | PLC                       |
| Québec-Ouest-et-Sud              |                 | Charles Parent                                            | PLC indépendant           |
| Québec-Sud                       |                 | Charles Gavan Power                                       | PLC                       |
| Richelieu—Verchères              |                 | Pierre-Joseph-Arthur Cardin (décédé le 21 octobre 1946)   | Indépendant               |
| Richelieu—Verchères              |                 | Gérard Cournoyer (élection partielle le 23 décembre 1946) | PLC                       |
| Richmond—Wolfe                   |                 | James Patrick Mullins                                     | PLC                       |
| Rimouski                         |                 | Gleason Belzile                                           | PLC                       |
| Sainte-Anne                      |                 | Thomas Patrick Healy                                      | PLC                       |
| Saint-Antoine—Westmount          |                 | Douglas Abbott                                            | PLC                       |
| St. Denis                        |                 | Azellus Denis                                             | PLC                       |
| Saint-Henri                      |                 | Joseph-Arsène Bonnier                                     | PLC                       |
| Saint-Hyacinthe—Bagot            |                 | Joseph Fontaine                                           | PLC                       |
| Saint-Jacques                    |                 | Roland Beaudry                                            | PLC                       |
| Saint-Jean—Iberville—Napierville |                 | Alcide Côté                                               | PLC                       |
| Saint-Laurent—Saint-Georges      |                 | Brooke Claxton                                            | PLC                       |
| Sainte-Marie                     |                 | Gaspard Fauteux                                           | PLC                       |
| St-Maurice—Laflèche              |                 | René Hamel                                                | Bloc populaire            |
| Shefford                         |                 | Marcel Boivin                                             | PLC                       |
| Sherbrooke                       |                 | Maurice Gingues                                           | PLC                       |
| Stanstead                        |                 | John Thomas Hackett                                       | PC                        |
| Témiscouata                      |                 | Jean-François Pouliot                                     | PLC indépendant           |
| Terrebonne                       |                 | Lionel Bertrand                                           | PLC                       |
| Trois-Rivières                   |                 | Wilfrid Gariépy                                           | Indépendant               |
| Vaudreuil—Soulanges              |                 | Louis-René Beaudoin                                       | PLC                       |
| Verdun                           |                 | Paul-Émile Côté                                           | PLC                       |
| Wright                           |                 | Léon-Joseph Raymond                                       | PLC                       |

### Saskatchewan
| Circonscription  | Circonscription | Nom                                                            | Parti |
| ---------------- | --------------- | -------------------------------------------------------------- | ----- |
| Assiniboia       |                 | Edward McCullough                                              | CCF   |
| Humboldt         |                 | Joseph William Burton                                          | CCF   |
| Kindersley       |                 | Frank Jaenicke                                                 | CCF   |
| Lake Centre      |                 | John Diefenbaker                                               | PC    |
| Mackenzie        |                 | Alexander Malcolm Nicholson                                    | CCF   |
| Maple Creek      |                 | Duncan John McCuaig                                            | CCF   |
| Melfort          |                 | Percy Wright                                                   | CCF   |
| Melville         |                 | James Garfield Gardiner                                        | PLC   |
| Moose Jaw        |                 | W. Ross Thatcher                                               | CCF   |
| North-Battleford |                 | Frederick Townley-Smith                                        | CCF   |
| Prince Albert    |                 | Edward LeRoy Bowerman                                          | CCF   |
| Qu'Appelle       |                 | Gladys Strum                                                   | CCF   |
| Regina City      |                 | John Probe                                                     | CCF   |
| Rosetown—Biggar  |                 | Major James Coldwell                                           | CCF   |
| Rosthern         |                 | Walter Tucker (démissionne le 8 juin 1948)                     | PLC   |
| Rosthern         |                 | William Albert Boucher (élection partielle le 25 octobre 1948) | PLC   |
| Saskatoon City   |                 | Roy Knight                                                     | CCF   |
| Swift Current    |                 | Thomas John Bentley                                            | CCF   |
| The Battlefords  |                 | Max Campbell                                                   | CCF   |
| Weyburn          |                 | Eric McKay                                                     | CCF   |
| Wood Mountain    |                 | Hazen Argue                                                    | CCF   |
| Yorkton          |                 | George Hugh Castleden                                          | CCF   |

### Yukon
| Circonscription | Circonscription | Nom          | Parti                 |
| --------------- | --------------- | ------------ | --------------------- |
| Yukon           |                 | George Black | Gouvernement national |

## Sources
- Site web du Parlement du Canada

- (en) Cet article est partiellement ou en totalité issu de l’article de Wikipédia en anglais intitulé « 20th Canadian Parliament » (voir la liste des auteurs).